# H
H (wymowa: ha, minuskuła: h; często nazywana też samo ha dla odróżnienia od dwuznaku ch) – ósma litera alfabetu łacińskiego, jedenasta litera alfabetu polskiego. W języku polskim oznacza głoskę [ɦ] albo [x], u przeważającej części użytkowników tę drugą, a w innych językach również [h]. Często jest też niewymawiana (m.in. w języku francuskim czy włoskim). W języku polskim ta litera nie jest wymawiana m.in. w wyrazach Ghana (wym. Gana) czy Thor (wym. Tor).

## Inne reprezentacje litery H
| Sygnalizacja                            | Sygnalizacja       | Sygnalizacja | Język migowy | Język migowy | Język migowy | Alfabet Braille’a |
| flaga Międzynarodowego Kodu Sygnałowego | Alfabet semaforowy | Kod Morse’a  | francuski    | kanadyjski   | polski       | Alfabet Braille’a |
| --------------------------------------- | ------------------ | ------------ | ------------ | ------------ | ------------ | ----------------- |
|                                         |                    | Hⓘ           |              |              | i            |                   |

## Kodowanie
| Znak                   | H                      | H                      | h                    | h                    |
| ---------------------- | ---------------------- | ---------------------- | -------------------- | -------------------- |
| Nazwa w Unikodzie      | Latin Capital Letter H | Latin Capital Letter H | Latin Small Letter h | Latin Small Letter h |
| Kodowanie              | dziesiątkowo           | szesnastkowo           | dziesiątkowo         | szesnastkowo         |
| Unicode                | 72                     | U+0048                 | 104                  | U+0068               |
| UTF-8                  | 72                     | 48                     | 104                  | 68                   |
| Odwołania znakowe SGML | &#72;                  | &#x0048;               | &#104;               | &#x0068;             |
| ASCII                  | 72                     | 48                     | 104                  | 68                   |
| EBCDIC                 | 200                    | C8                     | 136                  | 88                   |

1. ↑  W tym pochodne ASCII, takie jak DOS, Windows, ISO-8859 i Macintosh.